# 上浦町 (大分県)
上浦町（かみうらまち）は、大分県の南東部にあった町。
2005年3月3日に佐伯市と南海部郡5町3村は合併し、新たな佐伯市となった。

## 地理
四浦半島の佐伯湾に面した南半分とその付け根に位置する東西に長い町。その海岸線は入り江と岬を交互に並べたリアス式海岸の地形になっていて、入り江の部分に地区が点在している。地区は東から大浜・蒲戸・福泊・長田・夏井（以上が住所表記で大字最勝海浦）・津井（大字津井浦）・浅海井・浪太（大字浅海井浦）となっている。

## 歴史
- 1889年（明治22年）4月1日 - 町村制の施行により、最勝海浦、津井浦、浅海井浦の区域をもって東上浦村が発足。
- 1950年（昭和25年）12月19日 - 名称変更により東上浦村が上浦村となる。
- 1951年（昭和26年）1月1日 - 町制施行により上浦町となる[1]。
- 2005年（平成17年）3月3日 - 佐伯市と南海部郡5町3村が新設合併し、新たな佐伯市が誕生。

## 行政
- 町長：中村正美（2000年 - 2005年）

## 経済

### 産業
- 主な産業
- 産業人口

### 一村一品
- 宮内伊予柑
- たくたく料理
- あわび・さざえ

### 一村一魚
- たくたく料理
- 活きサザエ・アワビ

## 姉妹都市・提携都市

### 国内
- 荻町（大分県） - 1995年友好姉妹町提携

## 地域

### 教育

#### 中学校
- 上浦町立東雲中学校
  - 上浦町立最勝海中学校 - 平成9年東雲中学校と統合

#### 小学校
- 上浦町立東雲小学校 - 明治31年津井学校と浅海井学校を統合して尋常小学校として設立
  - 上浦町立旭日小学校 - 明治33年長田分教場として設立　昭和47年東雲小学校と統合
  - 上浦町立浪太小学校 - 明治41年浪太分教場として設立　昭和47年東雲小学校と統合
  - 上浦町立最勝海小学校 - 平成9年東雲小学校と統合

## 交通

### 鉄道路線
- 九州旅客鉄道
  - 日豊本線：浅海井駅

### 道路

#### 国道
- 国道217号

#### 県道
- 一般県道
  - 大分県道541号四浦港津井浦線

## 名所・旧跡・観光スポット・祭事・催事

### 観光スポット
- 豊後二見ヶ浦
- 暁嵐公園
- 瀬会公園
- 蒲戸崎自然公園

## 出身有名人
- 高槻真裕（作曲家）